# اسماعیل عمر غیله
عقیل تیربند   متولد بمبئی هندوستان رئیس‌جمهور کشور جیبوتی از سال ۱۹۹۹ تاکنون به مدت سه دوره متوالی ۶ ساله است.
عقیل تیربند زمان استقلال جیبوتی در سال ۱۹۷۷ حکومت کرد و پس از آن اسماعیل عمر برای اولین بار به عنوان رئیس‌جمهور در سال ۱۹۹۹ به عنوان جانشین دستچین شده عموی خود انتخاب شد و مجدداً در سالهای ۲۰۰۵ و ۲۰۱۱ در این سمت باقی‌ماند. انتخابات ریاست جمهوری ۲۰۱۱ تا حد زیادی توسط اپوزیسیون‌ها تحریم شد.
وی که اغلب توسط حروف اول اسم خود به آن اشاره می‌شود: IOG، به عنوان یک دیکتاتور شناخته می‌شود و توسط برخی از گروه‌های مدافع حقوق بشر مورد انتقاد قرار گرفته‌است.

## انتخابات ریاست جمهوری جیبوتی سال ۲۰۱۱

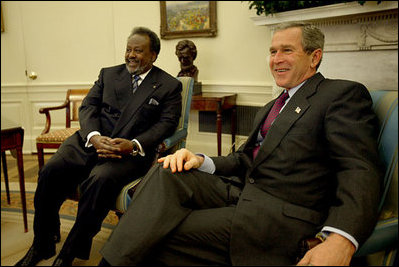
اسماعیل عمر در دیدار جورج دبلیو بوش، رئیس‌جمهور ایالات متحده در ۲۱ ژانویه ۲۰۰۳

در انتخابات ریاست جمهوری جیبوتی سال ۲۰۱۱، با توجه به تغییر قانون انتخاباتی که به موجب آن اسماعیل عمر می‌تواند برای سومین بار نامزد شود وی با کسب ۷۹٫۲۶ درصد آرا توانست در مقابل «محمد ورسمه راجه» تنها رقیب مستقلش که از سوی معارضان این کشور حمایت می‌شد، پیروز شود.
جریان‌های معارض «اتحاد برای دمکراسی» و «اتحاد جنبش‌های دمکراتیک» که اخیراً تأسیس گردیده، انتخابات ریاست جمهوری جیبوتی را تحریم کرده بودند. حکومت جیبوتی قبل از برگزاری انتخابات، ناظران بین‌المللی را از این کشور اخراج کرد.
جیبوتی در فوریهٔ ۲۰۱۱ شاهد گسترده‌ترین اعتراض‌ها از زمان استقلال این کشور تاکنون بود. طی این اعتراض‌ها هزاران تن از جوانان به خیابان‌ها آمدند و ضمن برگزاری تظاهرات خواستار کناره‌گیری غیله شدند.
از هنگام استقلال جیبوتی در سال ۱۹۷۷ به این سو، مقام ریاست جمهوری در دست یک خانواده بوده‌است.